# Jakub Józef Orliński
Jakub Józef Orliński (ur. 8 grudnia 1990 w Warszawie) – polski śpiewak, kontratenor i b-boy.

## Wczesne lata
Urodził się i dorastał w Warszawie w rodzinie o silnej tradycji malarskiej i architektonicznej, jako syn pary malarzy grafików – Bogny Czechowskiej-Orlińskiej, założycielki Fundacji „Słoneczna Akademia”, i Jakuba Orlińskiego. Wychowywał się z bratem Franciszkiem, który dziś tworzy grafiki na potrzeby mediów społecznościowych. Jego dziadkowie ze strony ojca i matki to architekci. Od ósmego roku życia śpiewał w amatorskim chórze „Gregorianum”, kierowanym przez Berenikę Jozajtis, z którym koncertował w kraju i za granicą. Od szkoły podstawowej przez 11 lat śpiewał muzykę renesansową, fascynował się ruchem i tańcem. Uczęszczał do liceum z profilem plastycznym, jednak już po dwóch latach nauki wiedział, że maturę będzie zdawał z historii muzyki.
W 2014 ukończył studia w klasie śpiewu dr hab. Anny Radziejewskiej na Uniwersytecie Muzycznym Fryderyka Chopina w Warszawie.

## Działalność artystyczna
W trakcie studiów występował w spektaklach organizowanych między innymi przez Uniwersytet Muzyczny im. Fryderyka Chopina w Warszawie oraz Akademię Teatralną im. Aleksandra Zelwerowicza w Warszawie. Od 2012 był także uczestnikiem Akademii Operowej Teatru Wielkiego–Opery Narodowej w Warszawie. W maju 2017 ukończył studia w nowojorskim Juilliard School of Music, gdzie od 2015 kształcił się pod kierunkiem Edith Wiens.
W Teatrze Wielkim w Warszawie wykonał partię Kupidyna w Venus i Adonisie Johna Blowa. Wiosną 2014 w Akwizgranie i Chociebużu wykonywał rolę Ruggiera w Alcinie. Jesienią 2014 śpiewał jako Narcisio w Agrippinie Georga Friedricha Händla w Teatrze Stanisławowskim w Warszawie. W 2015 w operze w Lipsku z baletem wykonywał pieśni Henry’ego Purcella i odgrywał rolę Szekspira podczas spektaklu baletowego Othello z choreografią Mario Schrödera, a w Gießen – partię Philippusa w Der Misslungene Brautwechsel oder Richardus Georga Philippa Telemanna.
W 2016 w Houston z towarzyszeniem Houston Symphony Orchestra występował w händlowskim Mesjaszu, a jeden z występów miał miejsce w słynnej Carnegie Hall w Nowym Jorku z Musica Sacra i Oratorio Society of New York. W lutym 2017 w nowojorskim Meredith Wilson Theater wykonywał rolę Ottone w Agrippinie. Podczas Händel-Festspiele Karlsruhe zaśpiewał w Nisi Dominus Antonia Vivaldiego i fragmenty z Dixit Dominus Händla. W operze Erismena Francesca Cavallego prezentowanej podczas Festival d’Aix-en-Provence śpiewał partię Orimeno. Wystąpił jak tytułowy bohater w Rinaldzie Händla w operze we Frankfurcie jesienią 2017 i w sierpniu 2019 podczas festiwalu operowego w Glyndebourne.
W 2018 koncertował w Europie z Il Pomo d’Oro pod batutą Maksima Emelyanycheva z recitalem opartym na swoim debiutanckim albumie Anima Sacra (2018), wydanym przez Erato/Warner Classics. Wielokrotnie występował też z pianistą Michałem Bielem z solowymi recitalami w Stanach Zjednoczonych i Europie, m.in. w Barcelonie, Harrisburgu, Katowicach, Lacoste (we Francji) i Warszawie. Latem 2018 zadebiutował w londyńskiej Wigmore Hall. W październiku 2018 kreował rolę Unulfo w Rodelindzie Händla i jako Orimen w operze Erismena Cavallego.
W 2019 wystąpił z recitalem w Carnegie Hall, a także w Alice Tully Hall w nowojorskim Lincoln Center, zbierając jednocześnie pozytywne recenzje między innymi w „New York Times”, który podsumował go nagłówkiem „Milenijny kontratenor – gwiazdor popowy”.
We wrześniu 2020 w Berlinie został wyróżniony tytułem „najlepszy śpiewak roku” w plebiscycie magazynu „Opernwelt”. Został też laureatem Paszportu „Polityki” w kategorii muzyka poważna „za niepospolitą umiejętność poruszania emocji w interpretacjach muzyki dawnej. Za piękny głos, charyzmę estradową, pracowitość, ambitne kształtowanie repertuaru i pokorę wobec muzyki”.
Jesienią 2021 zadebiutował w Metropolitan Opera House rolą alter ego Orfeusza w Eurydice Matthew Aucoina, a w styczniu 2022 w Royal Opera House w Londynie jako Didymus w oratorium G.F. Händla Theodora. W sezonie 2021/2022 odbył kilka tras koncertowych: z Il Pomo d’Oro (Europa, Brazylia, Argentyna i Kolumbia); z Ensemble Matheus (Bratysława, Festiwal Muzyczny Lednice-Valtice, Czechy), koncerty z pianistą Michałem Bielem (Ameryka Północna i Europa), barokowy program z Il Giardino d’Amore (hiszpańskie tournee), Pasticcio (Les Arts Florissants), występy z Capella Cracoviensis (Polska) i z The Academy of St Martin in the Fields (Londyn).
Na początku sezonu 2022/2023 śpiewał partię Orfeusza w operze Ch.W. Glucka Orfeo ed Euridice w Théâtre des Champs-Elysées w Paryżu, w San Francisco Opera i w wersji koncertowej w Dortmundzie, Hamburgu, Szczecinie i Warszawie. W marcu 2023 śpiewał partię Arsamene w operze Serse G.F. Händla w Opéra de Rouen Normandie. W tym samym sezonie w Madrycie, Paryżu, Hamburgu i Katowicach wykonywał tytułową partię w koncertowej wersji Tolomeo G.F. Händla. W lipcu tego roku wystąpił w partii Athamasa w Semele G.F. Händla na deskach Bayerische Staatsoper.
W 2023 zaśpiewał gościnnie w utworze Nosowskiej „Zimny” z albumu Degrengolada.
W sezonie 2023/2024 kontynuował europejskie trasy koncertowe swoich poprzednich albumów i najnowszego Beyond w USA. W czerwcu wystąpił w roli Licidy w operze A. Vivaldiego L’Olimpiade w Théâtre des Champs-Elysses.
26 lipca 2024 wystąpił podczas ceremonii otwarcia Letnich Igrzysk Olimpijskich w Paryżu, wykonując utwór Viens, Hymen z opery-baletu Les Indes galantes.
W roku 2025, wraz z pianistą Aleksandrem Dębiczem, stworzył międzynarodowy festiwal muzyczny „Break in classic” w Otwocku Wielkim.
27 i 28 czerwca 2025 zaśpiewał gościnnie podczas koncertów rapera Quebonafide stadionie PGE Narodowym w Warszawie. Drugiego wieczoru wykonali wspólnie „Espresso Macchiato” Tommy’ego Casha. Wystąpił też gościnnie w utworze Quebonafide „Aria rozstroju” na wydanym 4 lipca 2025 albumie Północ / południe.

## Breakdance
W wieku 19 lat zaczął ćwiczyć breakdance. Był członkiem ekipy breakdance Skill Fanatikz. Zdobył nagrody w konkursach tanecznych, w tym Red Bull BC One Poland Cypher (IV nagroda), Stylish Strike – Top Rock Contest (II nagroda) i The Style Control (II nagroda).

## Modeling
Występował w reklamach firmy Cropp. Pracował również jako tancerz, model i akrobata dla marek modowych Nike i Levi’s. Brał udział w kampaniach reklamowych firm Turbokolor, Samsung, Mercedes-Benz, MAC Cosmetics, Danone i Algida.

## Odznaczenia i wyróżnienia
Ordery i odznaczenia
- 2024: Złoty Medal „Zasłużony Kulturze Gloria Artis”[28]

Nagrody i wyróżnienia
- 2011: Wyróżnienie na I Międzynarodowym Konkursie Muzyki Dawnej w Poznaniu[26]
- 2012: I nagroda na Międzynarodowym Konkursie im. Rudolfa Petraka w Žilinie na Słowacji[26]
- 2012: Nagroda specjalna na VI Europejskim Konkursie Śpiewu Operowego DEBUT(inne języki) 2012 w Weikersheim w Niemczech[5].
- 2015: I nagroda na Międzynarodowym Konkursie Wokalnym im. Marceliny Sembrich-Kochańskiej w Nowym Jorku[29]
- 2016: II nagroda regulaminowa w kategorii głosów męskich podczas IX Międzynarodowego Konkursu Wokalnego im. Stanisława Moniuszki[30]
- 2016: 1. miejsce na Lyndon Woodside Oratorio-Solo Competition w Nowym Jorku[26]
- 2016: zwycięzca Grand Finals w Metropolitan Opera National Council Auditions[31]
- 2019: Nagroda Opus Klassik w kategorii nagranie (recital solowy) za album „Anima Sacra”[26]
- 2019: Nagroda magazynu „Gramophone” w Londynie dla najlepszego młodego artysty[32][33]
- 2019: Nagroda kulturalna O!Lśnienie przyznana przez Onet.pl i miasto Kraków w kategorii muzyka poważna i jazz[34]
- 2019 Koryfeusz Muzyki Polskiej w kategorii „Osobowość roku”[35]
- 2020: Paszport „Polityki” w kategorii muzyka poważna za rok 2019[36]
- 2021 International Opera Awards 2021 w kategorii nagranie (recital solowy) za „Facce d’amore”
- 2022 International Classical Music Award za album „Anima Aeterna”[37]
- 2022 Nagroda Opus Klassik w kategorii audiowizualna produkcja muzyczna (za „Stabat Mater”)[38]
- 2023 Nagroda Opus Klassik w kategorii śpiewak roku (za „Farewells”)[39]
- 2024 BBC Music Magazine Award (Vocal Award) (za album „Beyond”)[40]
- 2024 Fryderyk 2024 (Album Roku: Muzyka Dawna) (za album „Beyond”)
- 2024 Prix / Prijzen Caecilia 2023 (za album „Beyond”)[41]
- 2024 Koryfeusz Muzyki Polskiej w kategorii „Osobowość roku”[42]
- 2025 Nagroda kulturalna O!Lśnienie przyznana przez Onet.pl i miasto Warszawa w kategorii muzyka klasyczna, opera, jazz (dla Aleksandra Dębicza i Jakuba Józefa Orlińskiego; album #LetsBaRock)[43]

## Dyskografia

### Albumy solowe
- 2018 Anima Sacra, Francesco Nicola Fago, Johann David Heinichen, Domènec Terradellas, Domenico Sarro, Francesco Feo, Jan Dismas Zelenka, Johann Adolf Hasse, Gaetano Maria Schiassi, Francesco Durante; Il Pomo d’Oro / Maksim Jemieljanyczew (Warner Classics/Erato)

- 2019 Facce d’amore, Francesco Cavalli, Giovanni Antonio Boretti, Giovanni Bononcini, Alessandro Scarlatti, Georg Friedrich Händel, Giuseppe Maria Orlandini & Johann Mattheson, Luca Antonio Predieri, Nicola Matteis, Francesco Bartolomeo Conti, Johann Adolf Hasse; Il Pomo d’Oro / Maksim Jemieljanyczew (Warner Classics/Erato)

- 2021 Anima Aeterna, Jan Dismas Zelenka, Johann Joseph Fux, Francisco Antonio de Almeida, Bartolomeo Nucci, Georg Friedrich Händel; Fatma Said (sopran), Il Pomo d’Oro / Francesco Corti (Warner Classics/Erato)

- 2022 Vivaldi: Stabat Mater; Capella Cracoviensis / Jan Tomasz Adamus (Warner Classics/Erato)

- 2022 Farewells, Henryk Czyż, Tadeusz Baird, Karol Szymanowski, Paweł Łukaszewski, Mieczysław Karłowicz, Stanisław Moniuszko; Michał Biel (fortepian) (Warner Classics/Erato)

- 2023 Beyond, Claudio Monteverdi, Giovanni Girolamo Kapsberger, Giulio Caccini, Girolamo Frescobaldi, Barbara Strozzi, Francesco Cavalli, Johann Caspar Kerll, Claudio Saracini, Carlo Pallavicino, Pietro Paolo Cappellini, Giovanni Cesare Netti, Antonio Sartorio, Biagio Marini, Giuseppe Antonio Bernabei, Adam Jarzębski, Giovanni Battista Vitali, Carlo Francesco Pollarolo, Sebastiano Moratelli; Il Pomo d’Oro (Warner Classics/Erato)

### Albumy operowe i oratoryjne
- 2020 Händel: Agrippina; Joyce DiDonato (Agrippina), Elsa Benoit (Poppea), Luca Pisaroni (Claudio), Franco Fagioli (Nerone), Jakub Józef Orliński (Ottone), Andrea Mastroni (Pallante), Carlo Vistoli (Narciso), Biagio Pizzuti (Lesbo), Marie-Nicole Lemieux (Giunone), Il Pomo d’Oro / Maksim Jemieljanyczew (Warner Classics/Erato)

- 2024 Gluck: Orfeo & Euridice; Jakub Józef Orliński (Orfeo), Elsa Dreisig (Euridice), Fatma Said (Amore), Il Giardino d’Amore / Stefan Plewniak (Warner Classics/Erato)
- 2024 Hasse: Serpentes ignei in deserto; Philippe Jaroussky (Moses), Julija Leżniewa (Angelus), Bruno de Sá (Josue), Carlo Vistoli (Eleazar), Jakub Józef Orliński (Nathanael), David Hansen (Eliab), Les Accents / Thibault Noally (Warner Classics/Erato)

### Albumy kompilacyjne
- 2016 Vivaldi: Carnevale di Venezia; Natalia Kawałek (mezzosopran), Jakub Józef Orliński, Miriam Albano (mezzosopran), Capella dell’Ospedale della Pietà Venezia / Stefan Plewniak (Ëvoe Music)

- 2018 Händel: Enemies In Love; Natalia Kawałek, Jakub Józef Orliński, Il Giardino d’Amore / Stefan Plewniak (Ëvoe Music)

- 2019 Luigi Rossi – La Lyra d’Orfeo & Arpa Davidica, Luigi Rossi, Giovanni Felice Sances, Marco Marazzoli; Philippe Jaroussky (kontratenor), Veronique Gens (sopran), Jakub Józef Orliński, Valer Sabadus (kontratenor), Celine Scheen (sopran), Giuseppina Bridelli (mezzosopran), L’Arpeggiata / Christina Pluhar (Warner Classics/Erato)

### Projekty nagraniowe z Aleksandrem Dębiczem
- 2021 Adela, Aleksander Dębicz, Joaquín Rodrigo, Maurice Ravel, Domenico Scarlatti, Erik Satie, Isaac Albéniz, Egberto Gismonti; Aleksander Dębicz (fortepian), Łukasz Kuropaczewski (gitara), Jakub Józef Orliński (Warner Music Poland)

- 2024 Magnolia, Aleksander Dębicz; Aleksander Dębicz (fortepian), Łukasz Kuropaczewski (gitara), Konrad Gołda (waltornia), Marcin Zdunik (wiolonczela), Michał Żak (flet drewniany), Jakub Józef Orliński (Warner Classics/Erato)

- 2024 #LetsBaRock, Francesco Nicola Fago, Henry Purcell, Claudio Monteverdi,Georg Friedrich Händel, Antonio Vivaldi, Aleksander Dębicz, Piotr Banach; Jakub Józef Orliński (śpiew), Aleksander Dębicz (fortepian, pianino, fortepian preparowany, fortepian cyfrowy), Wojciech Gumiński (kontrabas, gitara basowa, moog, kazoo), Marcin Ułanowski (perkusja), gościnnie Madison Nonoa (sopran) (Warner Classics/Erato)

### DVD
- 2019 Handel: Rodelinda, Jeanine de Bique (Rodelinda), Tim Mead (Bertarido), Benjamin Hulett (Grimoaldo), Avery Amereau (Eduige), Jakub Józef Orliński (Unulfo), Andrea Mastroni (Garibaldo), Aminata Diouaré (Flavio), Le Concert d’Astrée / Emmanuelle Haïm; Jean Bellorini (Warner Classics/Erato)

- 2022 Vivaldi: Stabat Mater; Capella Cracoviensis / Jan Tomasz Adamus; Sebastian Pańczyk (Warner Classics/Erato)
- 2022 Handel: Theodora; Julia Bullock (Theodora),  Joyce DiDonato (Irene), Jakub Józef Orliński (Didymus), Ed Lyon (Septimus), Gyula Orendt (Valens),  Thando Mjandana  (Marcus); The Orchestra of the Royal Opera House, Royal Opera Chorus / Harry Bicket; Katie Mitchell (Opus Arte/Royal Opera)

## Filmografia
Filmy;
| Rok  | Tytuł                                                    | Rola                 | Reżyser          |
| ---- | -------------------------------------------------------- | -------------------- | ---------------- |
| 2018 | Alla gente a Dio diletta (krótkometrażowy film muzyczny) | w roli samego siebie | James Darrah     |
| 2020 | Asymetria                                                | diler                | Konrad Niewolski |
| 2020 | Opus Klassik 2020 (TV)                                   | w roli samego siebie | Frank Hof        |

Seriale TV
| Rok  | Tytuł     | Rola                                | Uwagi                   |
| ---- | --------- | ----------------------------------- | ----------------------- |
| 2013 | 2XL       | Franek                              | odc. 13                 |
| 2018 | Quotidien | w roli samego siebie                | odc. z 5 listopada 2018 |
| 2022 | Zołza     | Właściciel wynajmowanego mieszkania | odc. 3                  |